# Entità molecolare
Si definisce entità molecolare qualsiasi atomo, molecola, ione, coppia ionica, radicale, ione radicalico, complesso, conformero, ecc., isotopicamente o costituzionalmente distinto, identificabile come un'entità separatamente distinguibile.
Questo termine viene utilizzato per indicare genericamente singole entità, mentre il termine "specie chimica" si riferisce a un insieme di entità molecolari dello stesso tipo. Ad esempio un'entità molecolare può essere "una molecola di metano", mentre una specie chimica può essere "una mole di metano". Nell'esempio in questione, il termine "il metano" può riferirsi ad una singola entità molecolare o ad una specie chimica, a seconda che si intenda una singola molecola di metano o il metano inteso come sostanza chimica.
Il grado di precisione utilizzato per descrivere un'entità molecolare dipende dal contesto: ad esempio in certi casi può essere necessario specificare lo stato elettronico o vibrazionale, lo spin nucleare, ecc.

## Esempi
Sono esempi di entità molecolari:
- gli atomi;
- le molecole (entità molecolari composte da più atomi);
- gli ioni (entità molecolari aventi carica elettrica non neutra);
  - gli anioni (entità molecolari aventi carica elettrica negativa);
  - i cationi (entità molecolari aventi carica elettrica positiva);
- i radicali (entità molecolari molto reattive dotate di un elettrone di valenza spaiato);
- gli ioni radicalici (entità molecolari che presentano contemporaneamente le caratteristiche proprie degli ioni e dei radicali).